# R136a2
R136a2(RMC 136a2)는 타란툴라 성운 내 R136의 중심 근처에 있는 볼프-레이에별이다. 알려진 이 별의 질량은 태양의 약 187배로 발견된 항성 중 가장 무거운 분류에 속한다. 질량이 큰 만큼 광도 또한 막대하여 그 수치는 태양의 562만 배 가까이 된다. R136a1 근처에 있으며 밝기와 광도 모두 1보다 약간 작다.

## 발견
1960년 프리토리아 소재 래드클리프 천문대에서 근무하던 천문학자들은 대마젤란 성운에 있는 밝은 별들의 광도와 스펙트럼 수치를 측정했다. 이들이 관측·기록한 천체 중 RMC 136[래드클리프 천문대 마젤란 성운 목록(Radcliffe Observatory Magellanic Cloud Catalogue)에서 136번 천체]이 있는데, 이후 추가 관측을 통해 R136은 별이 활발하게 태어나는 거대한 전리수소영역 중심부에 있음이 밝혀졌다.
1980년대 초 스페클 간섭법으로 R136a를 관측하여 한 덩어리처럼 보이던 것을 8개 천체로 분해하였다. 이 중에서 R136a2는 R136 성단 중심부로부터 1초각 범위 내에서 두 번째로 밝은 별이었다. 처음에는 이 성단 중심부의 밝기로부터 뜨거운 O형 항성 수십 개가 성단 중심부로부터 3.26 광년 범위에 몰려 있으며 이 부분의 총질량은 태양의 수천 배 정도로 예측했었다. 그러나 실제로는 극도로 밝은 별 몇 개에 O형 항성 여럿이 뭉쳐 있었다.

## 특징
일반적인 볼프-레이에 별들과 마찬가지로 R136a2도 빠른 항성풍 형태로 질량을 우주로 계속하여 날려보내고 있다. 항성풍의 속도는 초당 2,400 킬로미터나 되며 1년에 태양 질량의 4.6×10−5배를 잃고 있다. 질량이 매우 크기 때문에 중심핵은 극도로 강한 압력으로 눌려 CNO 순환 과정이 매우 빠르게 진행되며, 그 결과 별의 광도는 전체 파장에서 태양의 약 490만 배에 이른다. 이 속도는 태양이 1년동안 만드는 에너지를 단 10초만에 뿜는 것과 같다. R136a2는 지금으로부터 약 100 ~ 200만 년 전 태어난 것으로 보이며 이론에 따라 단순계산시 탄생 당시 질량은 태양의 240배 정도였으나 이후 태양질량 40배 정도를 잃은 것으로 나온다. 그러나 현재 항성진화 이론상으로 태양질량의 150배 이상 천체는 태어날 수 없음을 고려하면 R136a2는 두 개 이상의 별이 합쳐진 결과일 것이다. 질량은 발견된 항성 중 최고 반열에 들어가지만 적색 초거성이나 일부 극대거성에 비하면 부피가 그리 크지 않다. 이 별의 반지름은 태양의 23.4배이며 부피는 태양의 1만 3천 배 정도이다. 가시광선 영역만으로 밝기를 한정하면 태양의 3만 2천 배 수준에 머무르며 절대등급으로 -6.5가 나온다.

## 최후
R136a2의 미래는 이 별이 질량을 잃는 속도와 양에 달려 있다. 그러나 중간 과정이 어떻든간에 마지막까지 질량은 충분히 남아 있어 파국적 종말을 피할 수는 없을 것이다. Ib 또는 Ic형 초신성 또는 극초신성 폭발을 할 것이고 감마선 폭발이 함께 동반될 가능성이 있다. 또는 눈에 보이지 않게 폭발한 뒤 블랙홀이나 중성자별로 진화할 수도 있다.

## 같이 보기
R136a1
R136a3
R136
R136a
R136b
R136c